# Oxford Instruments

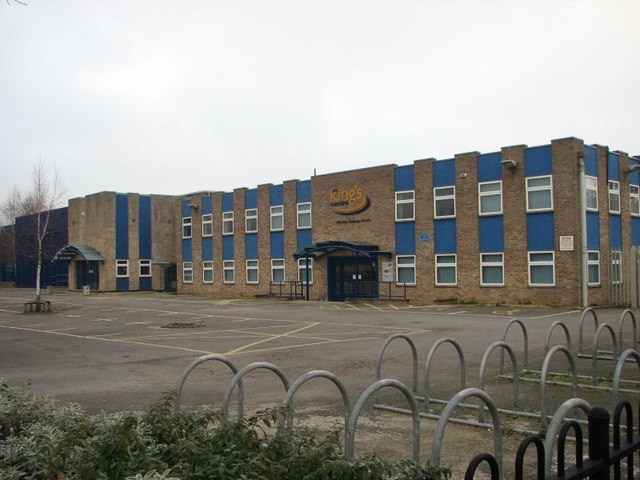
Первоначальное здание фирмы Oxford Instruments в районе Осни на западе Оксфорда.

Oxford Instruments plc (с англ. — «Оксфордские инструменты») — британская производственная и научно-исследовательская компания, специализирующаяся на оборудовании для промышленности и исследований. Головной офис находится в Абингдоне (Оксфордшир, Англия), филиалы расположены в Великобритании, США, Европе и Азии. Акции фирмы торгуются на Лондонской фондовой бирже.

## История
Компания была основана в 1959 году сэром Мартином Вудом при участии его жены Одри Вуд (леди Вуд). Целью было производство сверхпроводящих магнитов для использования в научных исследованиях. Первым местом производства послужил шалаш в саду Вуда в Норфмур Род (районе Оксфорда). Это было первое значительное коммерческое  предприятие, выросшее из Оксфордского университета. В 1983 году компания успешно прошла листинг на Лондонской фондовой бирже.
Компания выступила пионером в развитии магнитно-резонансной томографии, создав для этих целей сверхпроводящий магнит. В 1980 году в Осни Мид (районе Оксфорда) был выпущен первый коммерческий МРТ-сканер всего тела, впоследствии он был установлен в лондонской больнице Хаммерсмит (Hammersmith). Дальнейшие инновации включали разработку активной защиты, в результате которой был практически нейтрализован опасный эффект от периферийных полей для носителей кардиостимуляторов. Oxford Instruments не смогла заработать на этих изобретениях сама, предоставив лицензии Philips и General Electric и создав совместное предприятие с Siemens в 1989: оно прекратило существование в 2004.

## Продукция
- NanoAnalysis (рус. наноанализ) – рентгеновские системы микроанализа, манипуляторы и системы впрыска газа для электронных и йонных микроскопов - для подготовки и характеризации материалов и частиц вплоть до мельчайших размеров. Методы включают энергодисперсионную и дисперсионную рентгеновскую спектроскопию по длине волны, дифракцию электронов обратного рассеяния, и в момент их вырывания (in-situ lift-out). Они обеспечивают кремниевый дрейфовый детектор высокой производительности и большой площади[11].
- Магнитный резонанс – настольные аппараты ЯМР для промышленного контроля качества и бионаучных целей. Промышленные применения включают анализ керна, фтора в зубной пасте, масла в семенах подсолнечника, жиров в шоколаде.
- Рентген – рентгеновская трубка для промышленности и космической техники.
- Плазма – инструменты и передовые процессы для проектирования микро- и наноструктур. Технологии включают травления и осаждения плазмы, изготовление и HVPE[англ.]. Продукция используется в исследованиях и производстве полупроводников, светодиодов высокой яркости и фотоэлементов.
- NanoScience (рус. нанонаука) – создание образцов сред для измерений при низких температурах и высоких магнитных полях, для использования в физической науке -  вплоть до атомного масштаба. Основные приложения в области фундаментальной экспериментальной физики, например, исследований в области квантовых вычислений.
- Здравоохранение – сервис-служба офисов и представителей. Включает специализированную службу поддержки по МРТ.
- Asylum Research (рус. исследование убежищ)  – атомно-силовая микроскопия (АСМ)  материалов и бионаучных приложений.
- Андор-технологии – разработка и производство высокопроизводительных световых измерительных решений (научных цифровых камер).